# Ростов (футбольний клуб)
«Росто́в» (рос. «Ростов») — російський футбольний клуб з міста Ростов-на-Дону.

## Історія
Назви команди
- 1930—1936 «Сільмашбуд» (рос. «Сельмашстрой»)
- 1936—1941 «Сільмаш» (рос. «Сельмаш»)
- 1941—1953 «Трактор» (рос. «Трактор»)
- 1953—1957 «Торпедо» (рос. «Торпедо»)
- 1957—2003 «Ростсільмаш» (рос. «Ростсельмаш»)
- з 2003 року — «Ростов» (рос. «Ростов»)

Команда була створена в травні 1930 року. Перший офіційний матч відбувся 28 травня 1950 року в Чемпіонаті РРФСР, де ростовчани дебютували, виступивши в південній зоні Азово-Донської групи. Перший матч в Чемпіонаті СРСР зіграли 2 травня 1953 року з клубом «Динамо» (Алма-Ата) — 2:1. Останній турнір в рамках чемпіонату СРСР команда закінчила на 4-му місці першої ліги, домігшись свого максимального показника. Наступний рік команда розпочала у Чемпіонаті Росії матчем-відкриттям проти ярославльського «Шинника». Ця гра стала історичною, як найперша в історії чемпіонатів Росії. Це сталося через більш ранній, ніж в інших містах, початок поєдинку — о 15 годині. А забитий на 27-й хвилині Олександром Тихоновим м'яч у ворота «Шинника» став першим голом російського чемпіонату.
У 1999 році ростовці зіграли перший матч в рамках європейського турніру. 2 липня в Скоп'є «Ростсільмаш» зіграв 1:1 з місцевою «Цементарницею-55» в розіграші Кубка Інтертото. Перший гол на євроарені провів Олександр Малигін на 37-й хвилині матчу. Після перемоги над македонцями, в наступному раунді була перемога над «Вартексом» з Хорватії. В  третьому раунді донському клубу в суперники дістався, один з найкращих клубів світу кінця минулого століття, туринський «Ювентус», який пройти не вдалося.
У 2003 році клуб був перейменований на честь міста. Тоді ж у кубку Росії «Ростову» вдалося дійти до фіналу, де граючи на рівних з 9-разовим чемпіоном країни «Спартаком», ростовці поступилися 0:1. Однак через тиждень після поєдинку в Москві, на своєму полі перемогли ростовці червоно-білих 3:2, довівши, що команда була здатна завоювати трофей.

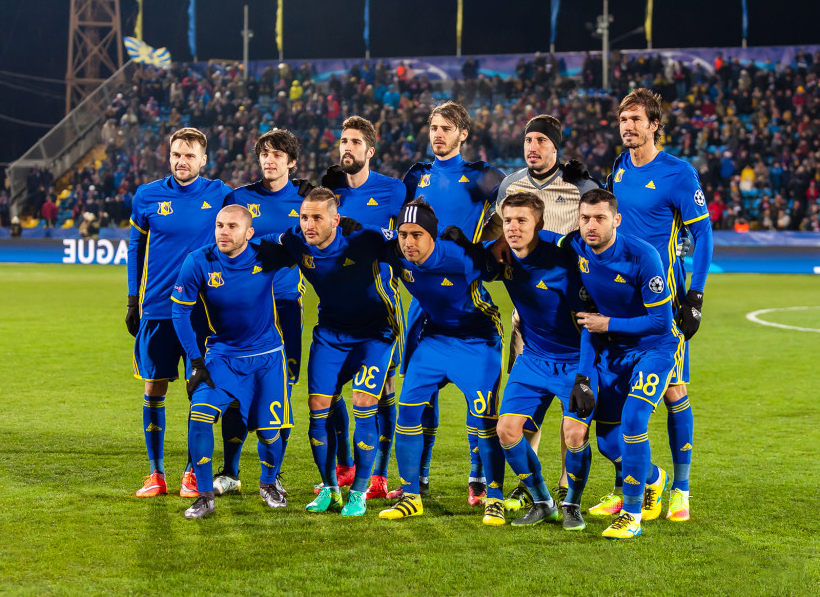
Перед матчем Ліги чемпіонів УЄФА 2016-17 Ростов-Баварія.

26 липня 2016 року в матчі кваліфікації Ліги чемпіонів «Ростов» зіграв внічию з бельгійським «Андерлехтом» (2:2). У матчі-відповіді в гостях ростовці здобули перемогу з рахунком 2:0 і за сумою двох матчів пройшли в плей-оф. За результатами жеребкування «Ростову» дістався нідерландський клуб «Аякс».
6 серпня, перед 2-м туром чемпіонату Росії 2016/2017, Курбан Бердиєв оголосив про те, що покидає «Ростов». Як причини відходу називалися розбіжності з керівництвом Ростовської області з приводу розвитку клубу.
16 серпня в гостьовому матчі раунду плей-оф «Ростов» зіграв внічию з «Аяксом» 1:1. За день до цього Бердиєв повернувся в «Ростов», як віце-президент (виконуючим обов'язки головного тренера був Дмитро Кириченко). 24 серпня «Ростов» вийшов в груповий етап Ліги чемпіонів, розгромивши в матчі-відповіді «Аякс» на стадіоні «Олімп-2» з рахунком 4:1. 25 серпня в результаті жеребкування «Ростов» потрапив в одну групу з іспанським «Атлетіко», німецькою «Баварією» і нідерландським ПСВ. 9 вересня офіційно головним тренером команди був оголошений Іван Данільянц.
13 вересня в першому матчі на груповому етапі Ліги чемпіонів «Ростов» був розгромлений «Баварією» в Мюнхені з рахунком 0:5. 28 вересня на домашньому полі зіграв внічию з ПСВ з рахунком 2:2. 19 жовтня «Ростов» вдома поступився «Атлетіко» з рахунком 0:1, а 1 листопада в гостях поступився «Атлетіко» з рахунком 1:2 в компенсований час і втратив шанси на вихід до 1/8 фіналу. 23 листопада «Ростов» на своєму домашньому стадіоні сенсаційно обіграв «Баварію» з рахунком 3:2. Завдяки перемозі закріпився на 3 місці в групі, що дозволяло продовжити участь в єврокубках в плей-оф Ліги Європи. 6 грудня «Ростов» на виїзді зіграв внічию з ПСВ з рахунком 0:0, зберіг за собою 3 місце і вийшов до 1/16 фіналу Ліги Європи. За участь в Лізі чемпіонів «Ростов» заробив близько 18 мільйонів євро.
Жеребкування Ліги Європи 2016/17 визначила в суперники «Ростову» чеський клуб «Спарта» з Праги. У першому матчі 16 лютого 2017 року «Спарта» була розгромлена на стадіоні «Олімп-2» з рахунком 4:0. У матчі-відповіді в Празі 23 лютого 2017 років команди зіграли внічию 1:1, що дозволило «Ростову» вийти в 1/8 фіналу Ліги Європи, де після жеребкування в суперники йому дістався «Манчестер Юнайтед». У першому матчі з «червоними дияволами» на домашньому стадіоні завдяки голу Олександра Бухарова «Ростов» зіграв внічию 1:1. У матчі-відповіді, який відбувся 16 березня на стадіоні «Олд Траффорд» «ростовці» програли з мінімальним рахунком 0:1, таким чином закінчивши свій виступ в єврокубках.

## Склад команди
Станом на 31 січня 2025 року

| №  | Поз. | Нац.                 | Гравець                                |
| -- | ---- | -------------------- | -------------------------------------- |
| 1  | ВР   | Таджикистан          | Рустам Ятімов                          |
| 3  | ЗХ   | Нігер                | Умар Сако                              |
| 4  | ЗХ   | Росія                | Віктор Мелехін                         |
| 7  | НП   | Бразилія             | Роналдо                                |
| 8  | ПЗ   | Росія                | Олексій Міронов                        |
| 9  | ПЗ   | Іран                 | Мохаммад Мохебі                        |
| 10 | ПЗ   | Росія                | Кирило Щетинін                         |
| 11 | ПЗ   | Росія                | Олексій Сутормін (в оренді з «Зеніта») |
| 13 | ВР   | Боснія і Герцеговина | Хідаєт Ханкич                          |
| 15 | ПЗ   | Росія                | Данило Глєбов                          |
| 18 | ПЗ   | Росія                | Костянтин Кучаєв                       |
| 19 | ПЗ   | Вірменія             | Хорен Байрамян                         |
| 26 | НП   | Росія                | Микола Комліченко                      |
| 34 | ЗХ   | Єгипет               | Еяд Ель-Аскалані                       |

| №  | Поз. | Нац.    | Гравець                                 |
| -- | ---- | ------- | --------------------------------------- |
| 40 | ЗХ   | Росія   | Ілля Ваханія                            |
| 55 | ЗХ   | Росія   | Максим Осипенко                         |
| 57 | ЗХ   | Росія   | Ілля Жбанов                             |
| 58 | ПЗ   | Росія   | Даниїл Шанталій                         |
| 62 | ПЗ   | Росія   | Іван Комаров                            |
| 67 | ЗХ   | Росія   | Герман Ігнатов                          |
| 69 | НП   | Росія   | Єгор Голенков                           |
| 71 | ВР   | Росія   | Данило Одоєвський (в оренді з «Зеніта») |
| 73 | НП   | Росія   | Імран Азнауров                          |
| 77 | ПЗ   | Росія   | Степан Мельников                        |
| 87 | ЗХ   | Росія   | Андрій Лангович                         |
| 89 | ПЗ   | Уругвай | Родріго Саравія                         |
| 97 | ПЗ   | Росія   | Ілля Зубенко                            |

## Досягнення
- Володар Кубка Росії (1): 2014
- Фіналісти Кубка Росії (2): 2003, 2025
- Переможці Першості Футбольної Національної Ліги